# Casey Fitzgerald
Casey Fitzgerald (Boca Ratón, Florida, 25 de febrero de 1997) es un jugador profesional estadounidense de hockey sobre hielo que se desempeña en la posición de defensor derecho en Florida Panthers, equipo de la National Hockey League (NHL).

## Carrera
Fue seleccionado en la tercera ronda en la NHL Entry Draft de 2016. En 2021 hizo su debut profesional con el equipo Buffalo Sabres, en el cual jugó dos temporadas (2021-2022), después pasó a Florida Panthers, donde lleva jugando una temporada.